# Borolia leucostigma
Borolia leucostigma là một loài bướm đêm trong họ Noctuidae.